# ドメニコ・サッロ
ドメニコ・サッロ（Domenico Sarro, 1679年12月24日 - 1744年4月26日）は、ナポリ楽派に属するイタリアの作曲家。ナポリ風にドメニコ・サッリ（Domenico Sarri）ともいう。

## 生涯
トラーニ出身。ナポリの聖オノフリオ音楽院で学んだ後、1703年にナポリ王国の宮廷楽長の職に応募した。他の応募者にはガエターノ・ヴェネツィアーノやフランチェスコ・マンチーニらがいた。結局、楽長にはヴェネツィアーノが就任したが、サッロは翌年に副楽長に就任した。しかしスペイン継承戦争中の1707年にオーストリアがナポリを占領するとヴェネツィアーノとサッロは解任された。
サッロは1718年から精力的にオペラを作曲したが、中でも1724年の『捨てられたディドーネ』は台本作家ピエトロ・メタスタージオの処女作ということで知られている。1725年にナポリ宮廷の副楽長に復帰し、1728年からはナポリ大聖堂の楽長も兼ねた。1737年、宮廷楽長のマンチーニが死去するとサッロが楽長に昇格した。同年にサン・カルロ劇場のこけら落としとしてオペラ『スキュロスのアキレウス』を作曲した。